# Economía energética (ciencia económica)
La Economía energética es el campo de estudio de la ciencia económica que se ocupa del estudio de economía de las fuentes de energía, tanto energías no renovables y renovables. Cubre temas de generación, transporte y operación, distribución, futuro energético, energía y cambio climático, análisis de la demanda de energéticos, oferta de energéticos (industrias extractivas y industrias de conversión), modelos regulatorios y sistemas fiscales, política energética, competencia y regulación, mercados energéticos, empresas energéticas, valoración económica de proyectos energéticos, entre otros.  Es un campo de la ciencia económica integrado en los estudios de la Ingeniería energética y Ingeniería eléctrica.

## Subcampos
- Economía eléctrica.
  - Economía de sistemas eléctricos.[8][9]
  - Despacho Económico Hidrotérmico/ en Sistemas/en Subestaciones/en Líneas de Transmisión
  - Regulación eléctrica
  - Electromovilidad
  - Economía del almacenamiento de energía (Economics of energy storage).
  - Economía Solar Fotovoltaica
  - Economía Eólica
  - Economía Hidroeléctrica (recurso hídrico)
  - Economía Geotérmica
  - Economía Mareomotriz
- Economía de las Energías Renovables
  - Economía Biomasa.
  - Economía de hidrógeno
  - Economía Solar (o Economía de la Energía Solar, térmica)
- Economía de hidrocarburos (Economía de Combustibles Fósiles)
  - Economía Petrolera
  - Economía del Gas
  - Economía del Carbón
- Economía del sistema energético global.[10]
- Política energética[11]
- Sistemas de Contabilidad de Energéticos
- Economía energética y ambiental.
- Economía de la Energía Nuclear.
  - Economía de la Fisión Nuclear.
  - Economía de la Fusión Nuclear.
- Smart Grid Economics.[12]
- Economía circular de la Energía

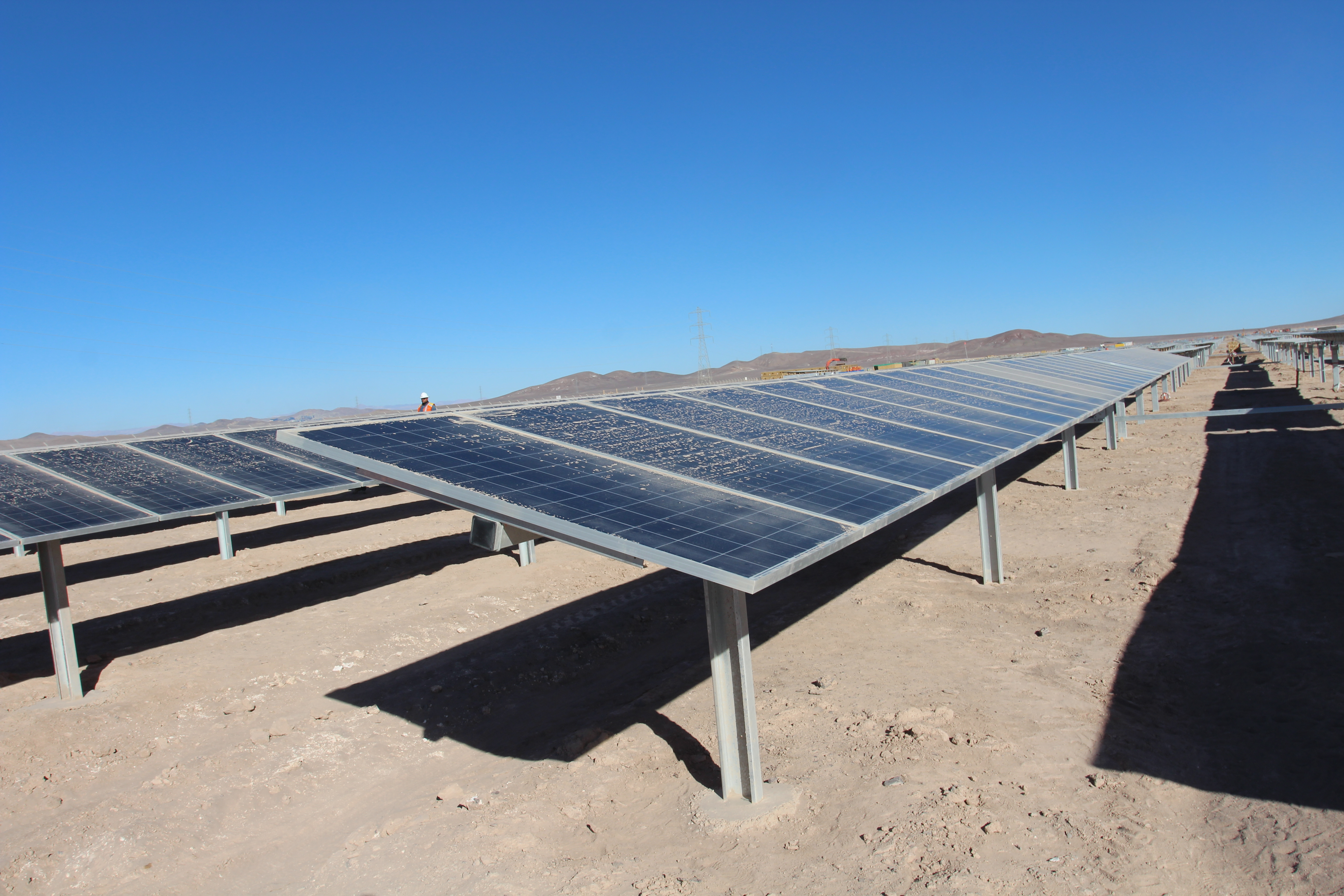
Energía solar.
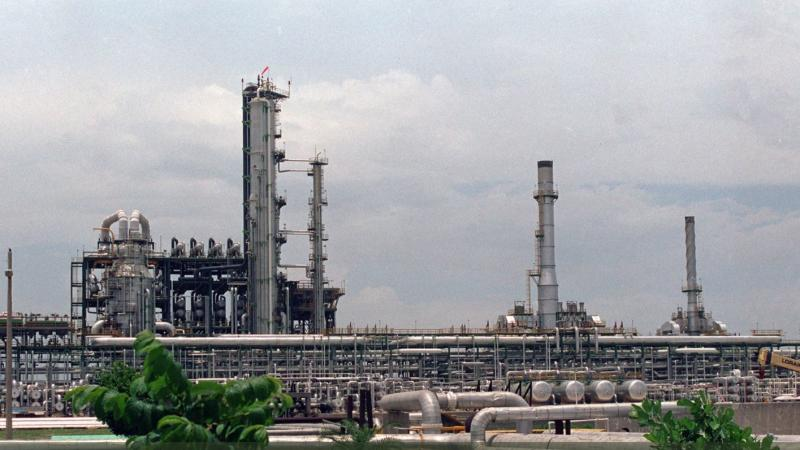
Energía del petróleo (imagen de planta de refinería de petróleo)
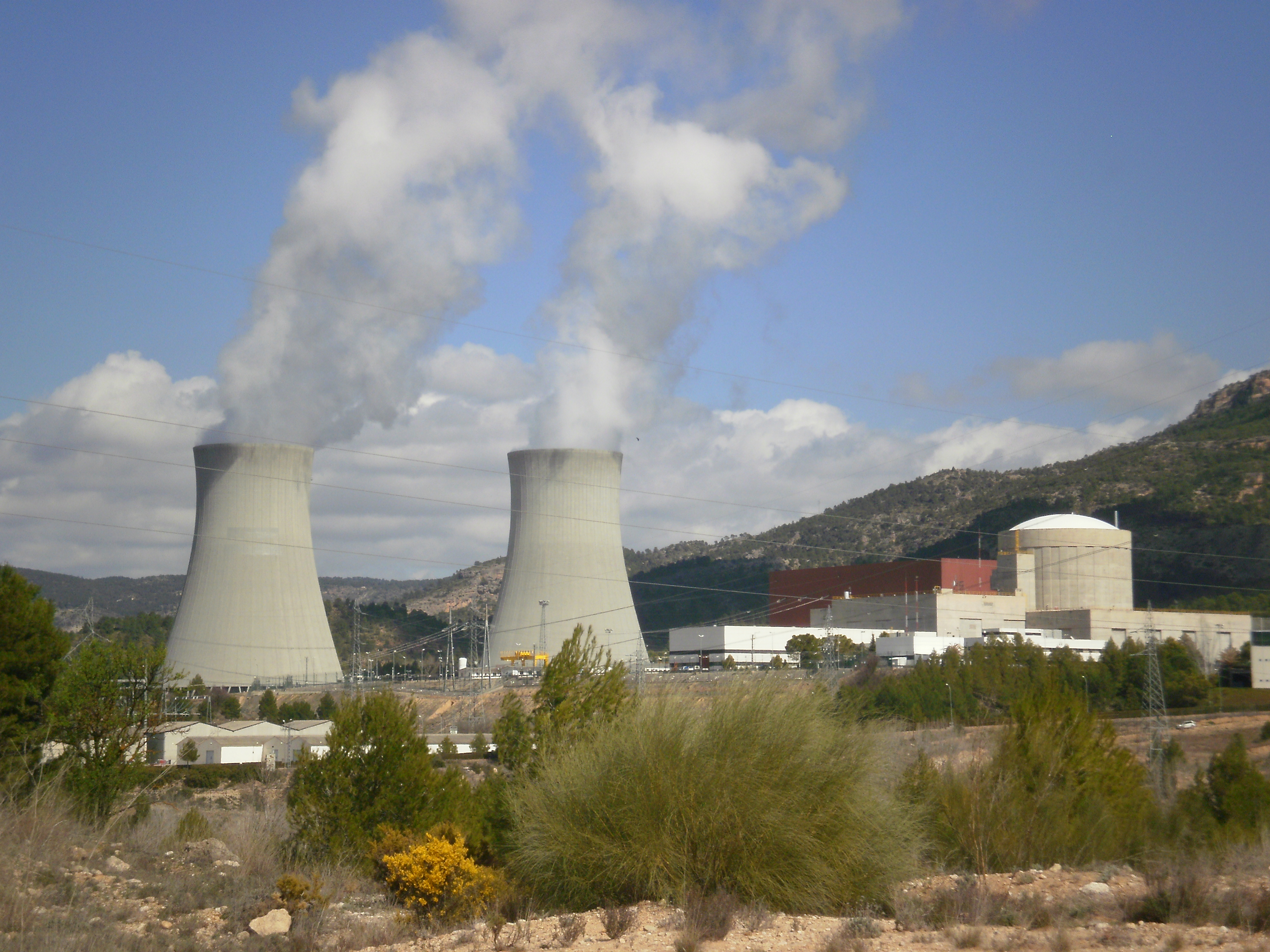
Energía nuclear (imagen de torre de refrigeración)
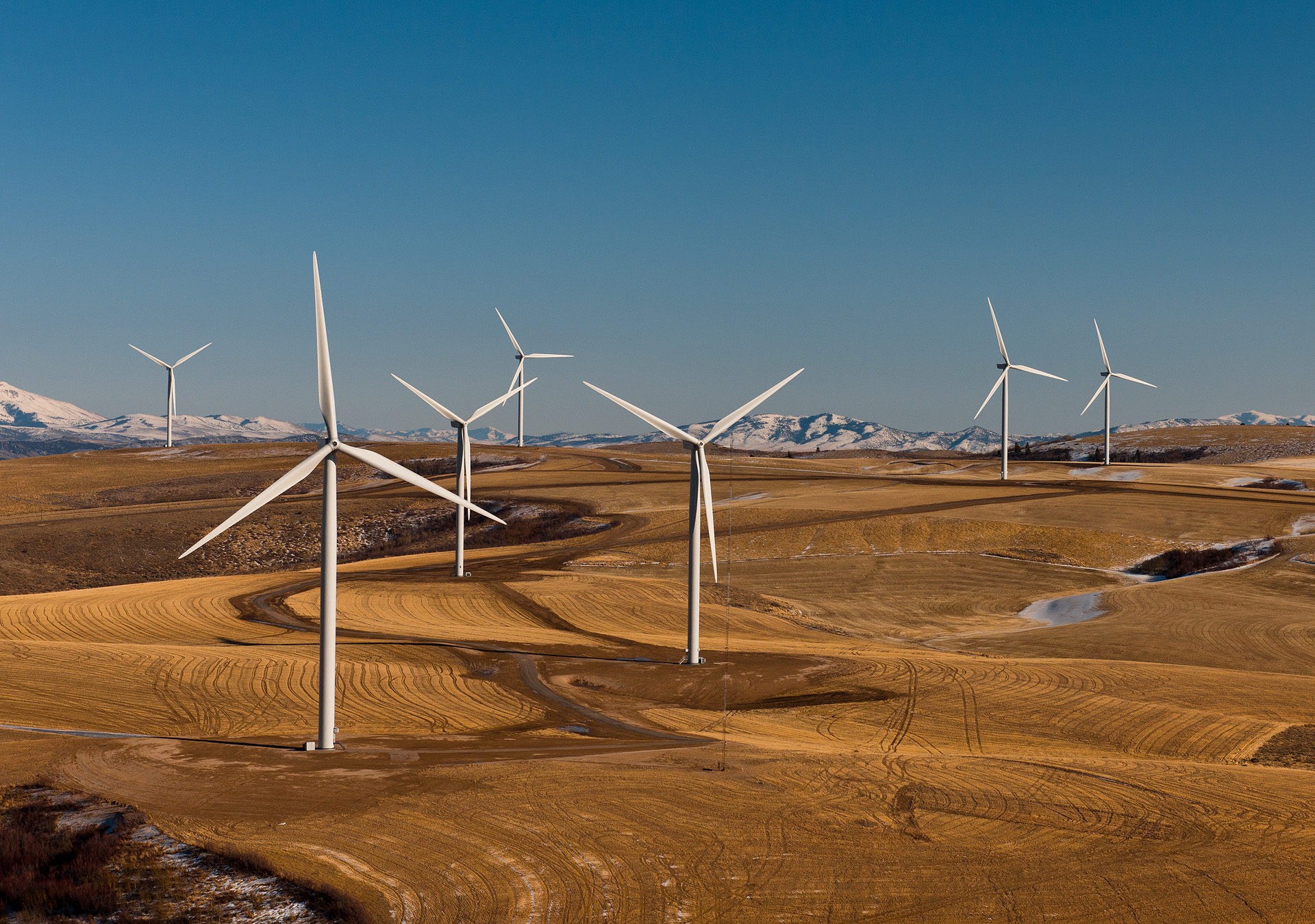
Energía eólica
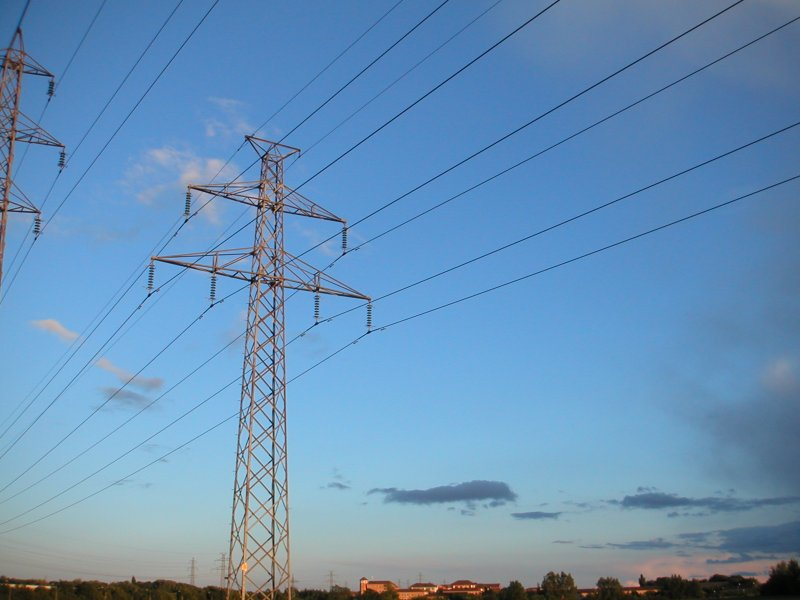
Torre eléctrica
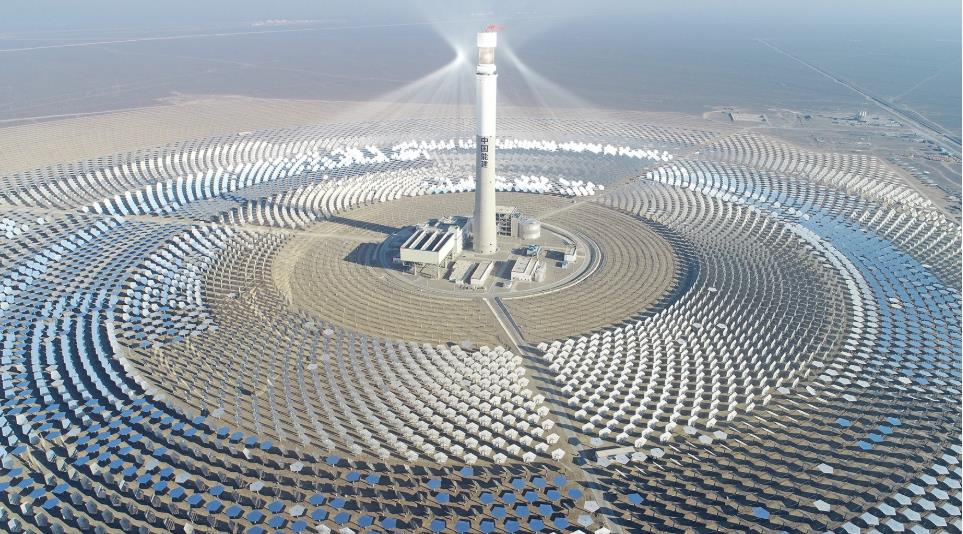
Energía termosolar de concentración
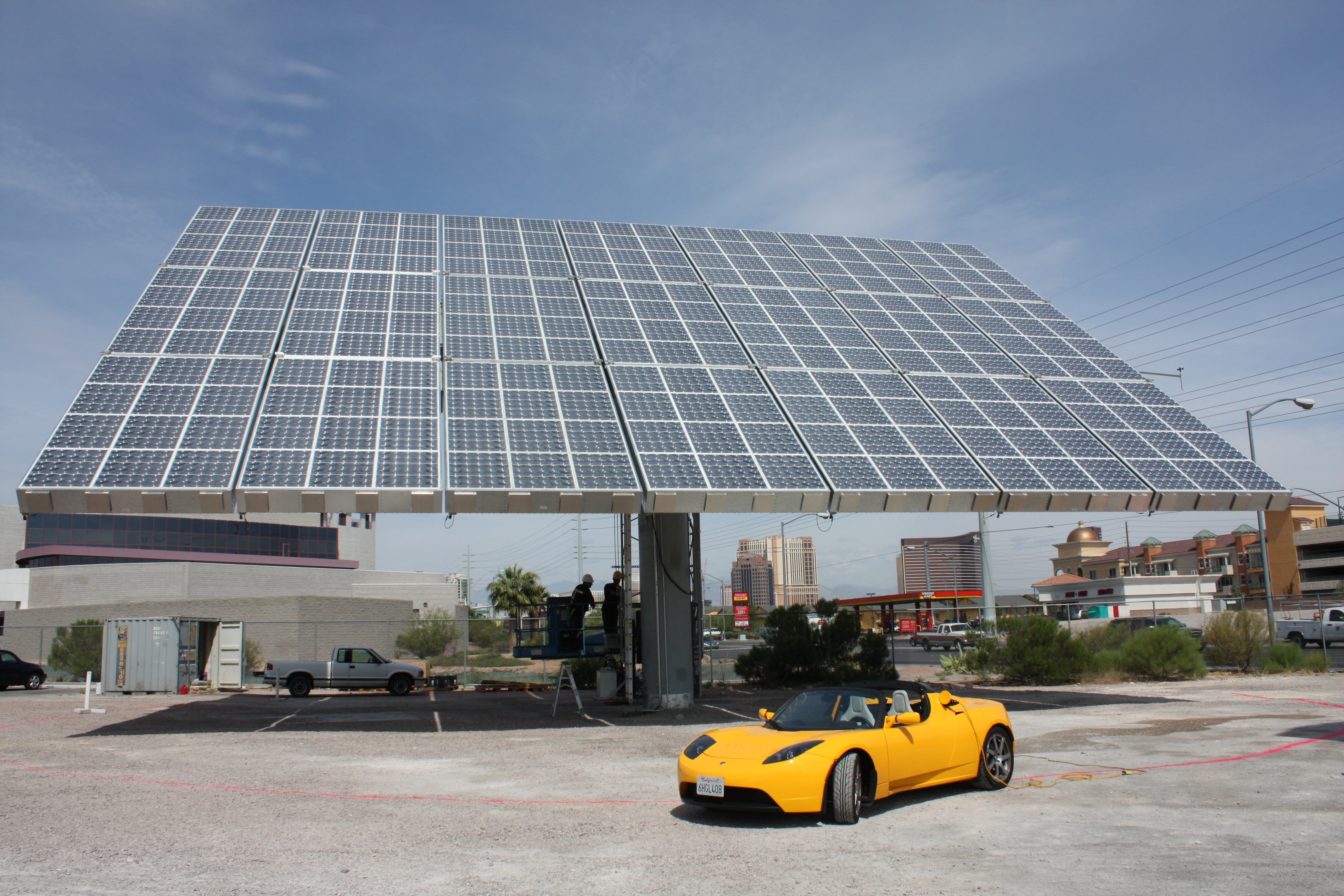
Energía solar fotovoltaica de concentración
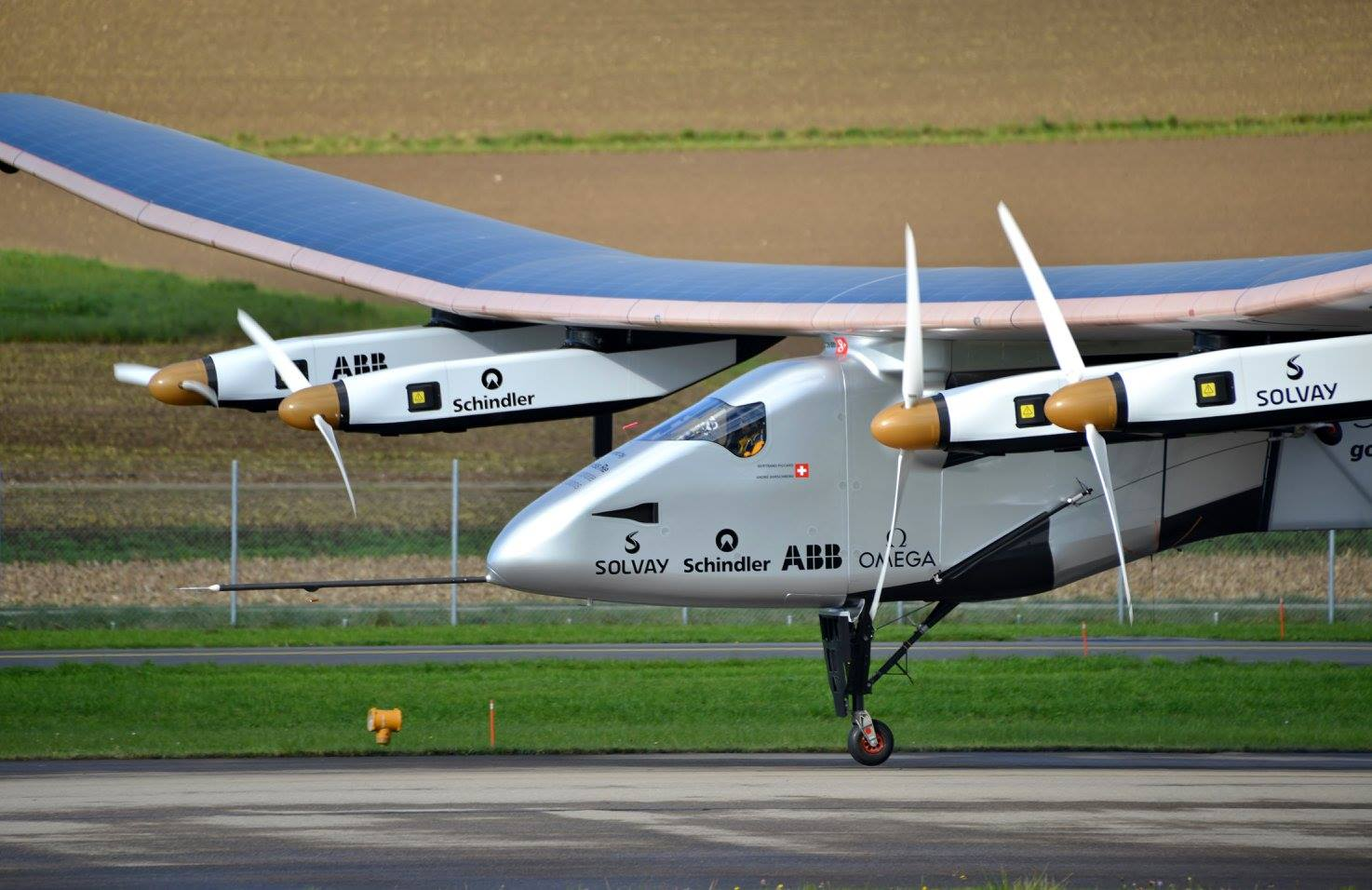
Aviones propulsados por energía solar
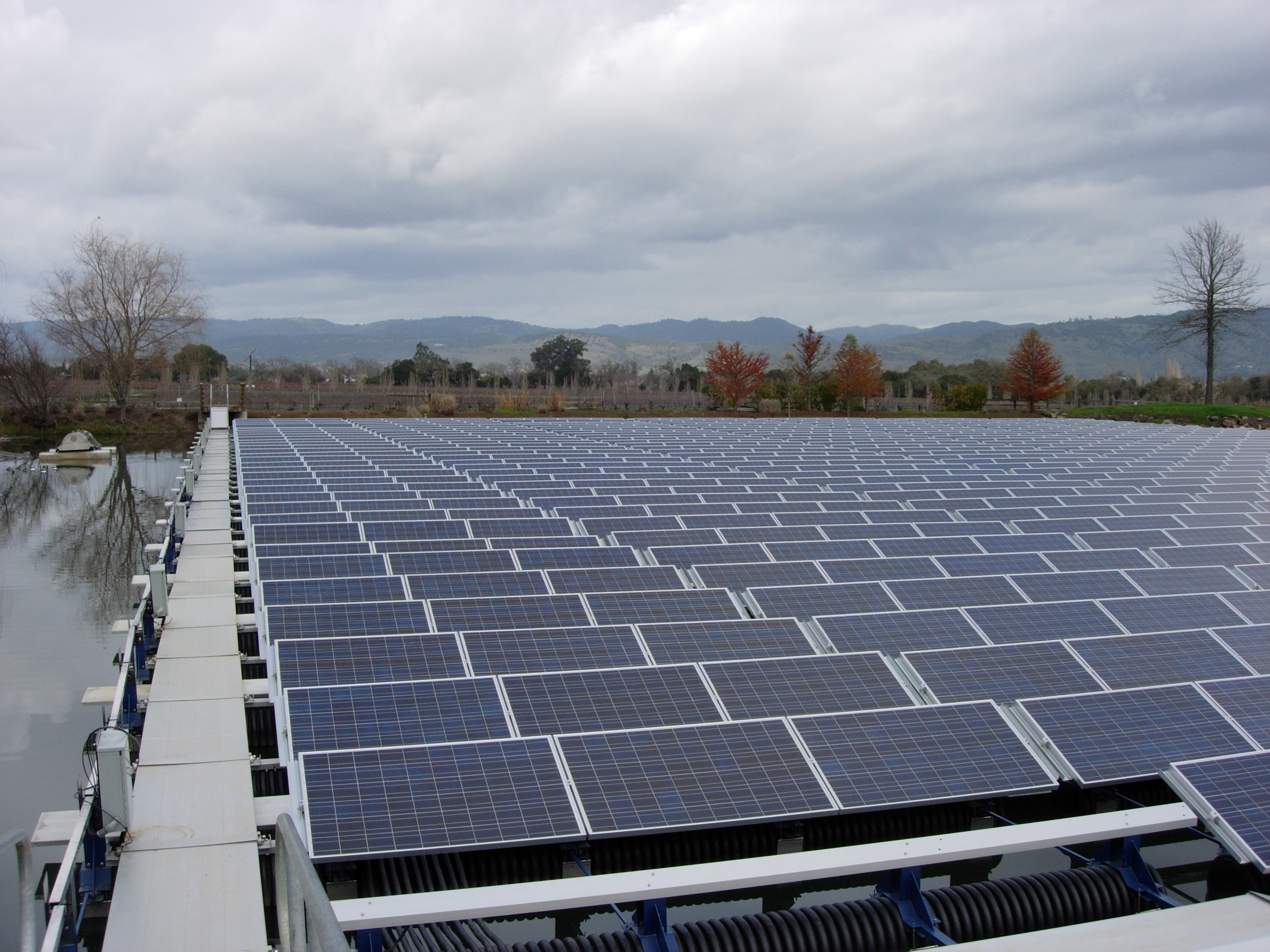
Fotovoltaica flotante en un estanque de riego
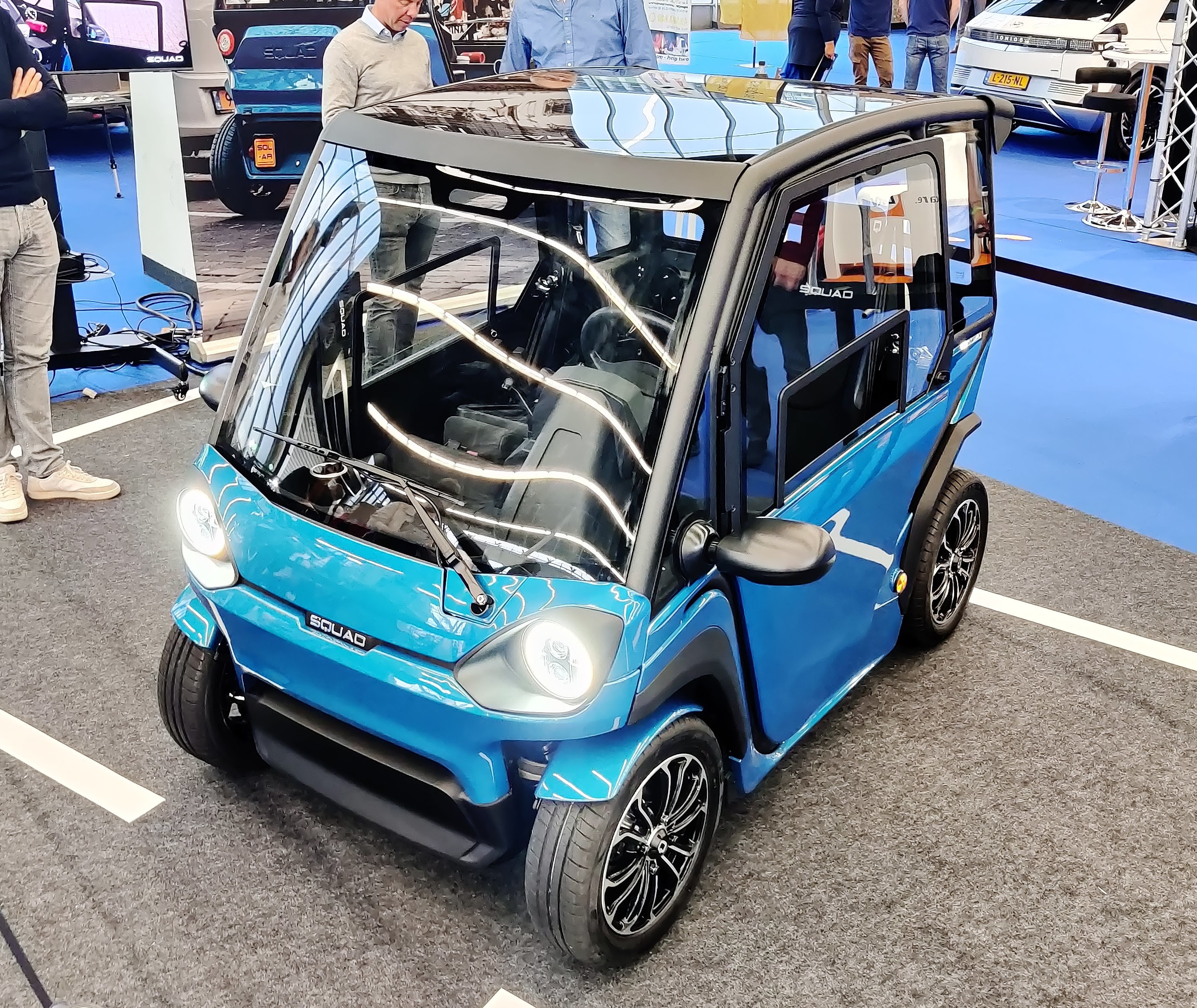
Vehículo solar
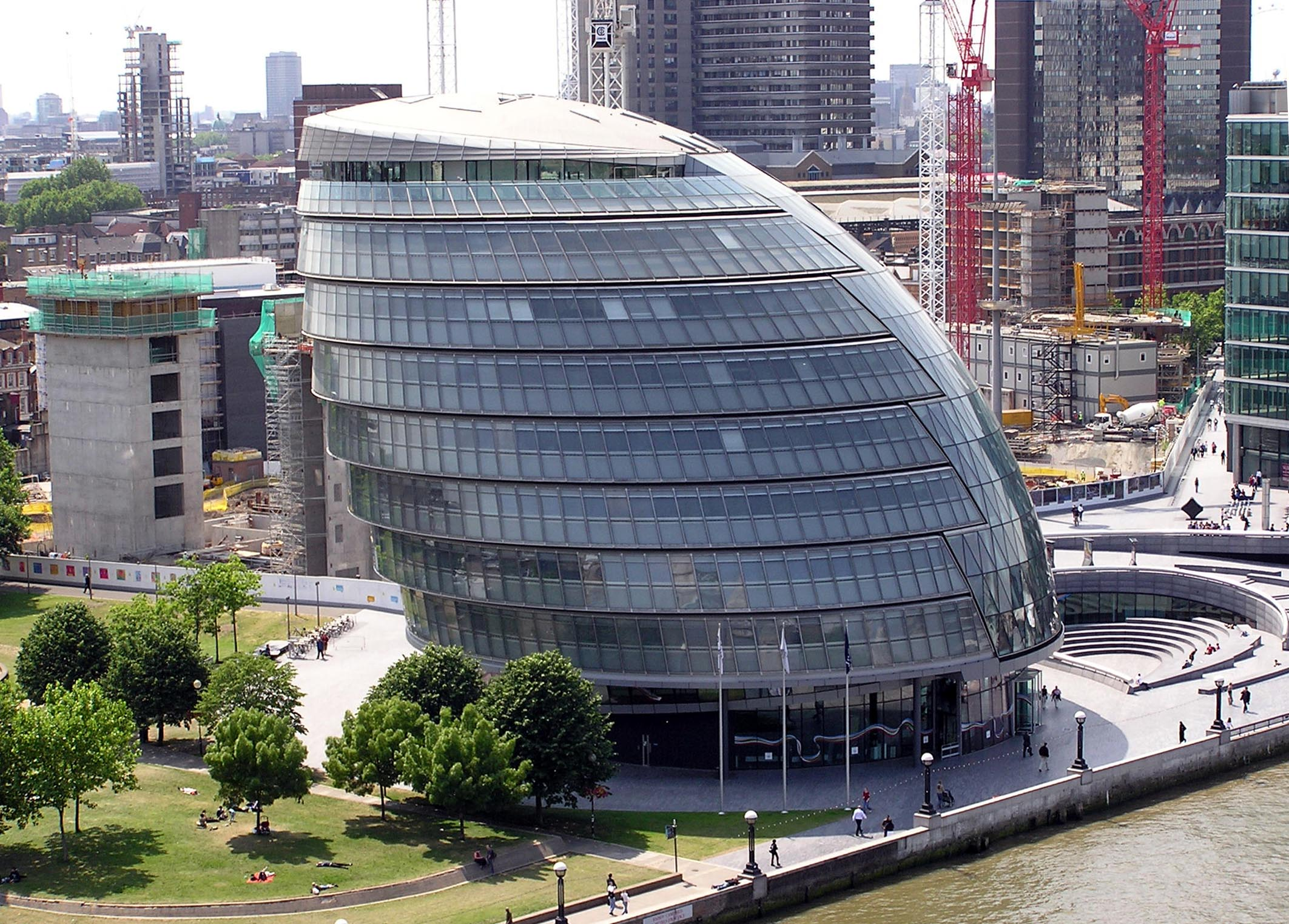
Edificaciones con paneles soalres.